# Wulfila tantillus
Wulfila tantillus är en spindelart som beskrevs av Arthur M. Chickering 1940. Wulfila tantillus ingår i släktet Wulfila och familjen spökspindlar. Inga underarter finns listade i Catalogue of Life.